# Главное управление имперской безопасности

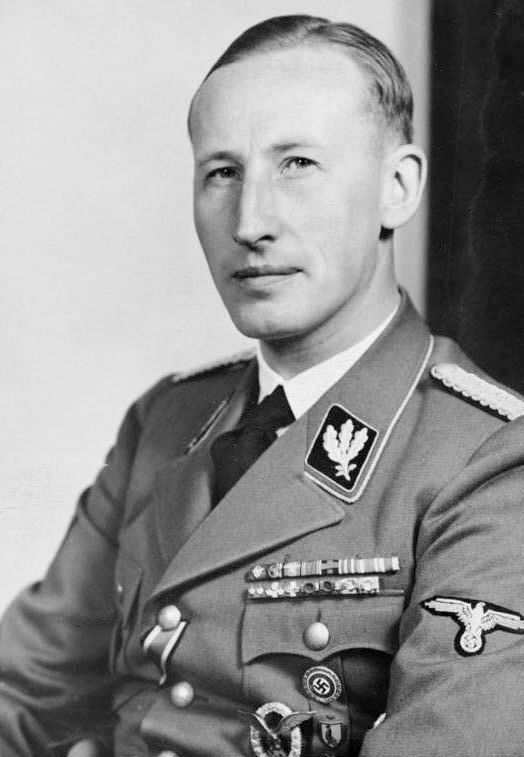
Рейнхард Гейдрих — первый руководитель РСХА

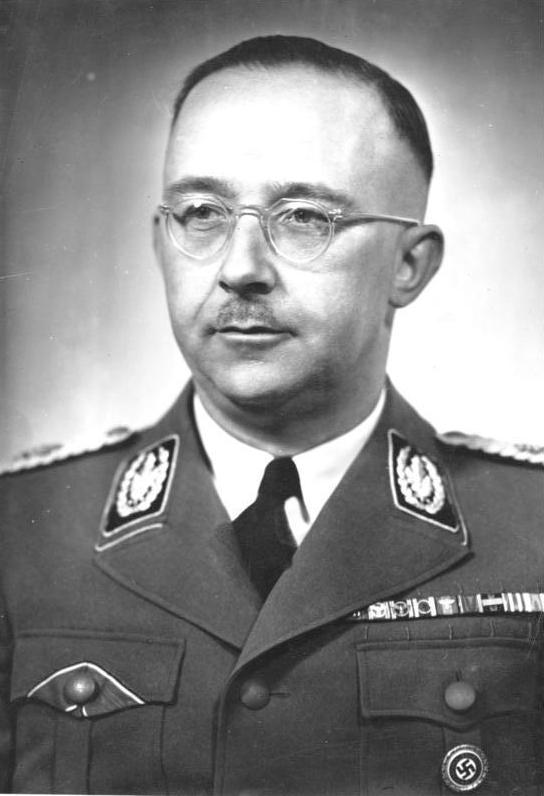
Генрих Гиммлер — второй руководитель РСХА

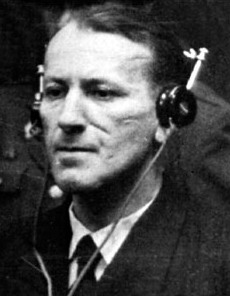
Эрнст Кальтенбруннер — третий и последний руководитель РСХА

Гла́вное управле́ние импе́рской безопа́сности (нем. Reichssicherheitshauptamt, сокр. RSHA, РСХА) — руководящий орган политической разведки и полиции безопасности нацистской Германии, входил в состав СС.

## История
Создано 27 сентября 1939 года в результате объединения Главного управления полиции безопасности (нем. Hauptamt Sicherheitspolizei) и службы безопасности (СД). Находилось в подчинении рейхсфюрера СС и шефа германской полиции Генриха Гиммлера. Главное управление имперской безопасности было одним из 12 главных управлений СС со штатом в 3000 сотрудников. Его центральный аппарат располагался в Берлине во Дворце принца Альбрехта, по адресу Вильгельмштрассе, 101. При этом управление гестапо находилось неподалёку на Принц-Альбрехтштрассе, 8 (переименована в Нидеркирхенштрассе в 1951 г.).
РСХА была секретной организацией и не упоминалась ни в прессе, ни в служебной переписке за пределами ведомств РСХА.
Начальником РСХА был назначен Рейнхард Гейдрих, который руководил этой организацией до 27 мая 1942 года, когда на него было совершено покушение в Праге (Гейдрих одновременно исполнял обязанности рейхспротектора имперского протектората Богемии и Моравии). Ранение, полученное в результате нападения чешских диверсантов, подготовленных в Англии, оказалось смертельным, и 4 июня 1942 первый шеф РСХА скончался. С 28 мая по 31 декабря 1942 года Главное управление имперской безопасности возглавлял рейхсфюрер СС Генрих Гиммлер. Его заменил доктор Эрнст Кальтенбруннер, обергруппенфюрер СС и генерал полиции, который был назначен на этот пост 30 января 1943 и занимал его до конца Второй мировой войны в Европе.
После капитуляции Германии службы, входившие в РСХА, были ликвидированы в соответствии с решением Нюрнбергского трибунала. Часть агентуры Главного управления имперской безопасности была завербована спецслужбами держав-победительниц.

## Структура
РСХА окончательно сформировалось к сентябрю 1940 г. и включало в себя сначала шесть, с марта 1941 г. — семь, с февраля 1944 г. — восемь,  с  августа 1944 — девять управлений (нем. Amt). Управление подразделялось на отделы (нем. Abteilung), а те, в свою очередь, — на «рефераты» (секторы, нем. Referat). Отделы обозначались римской цифрой номера управления и буквой; рефераты — обозначением отдела с добавлением арабской цифры. Ниже представлена структура РСХА в том виде, в каком она существовала с марта 1941 года до конца войны:

### I управление
Кадровые и организационные вопросы, учёба и организация
Начальники: бригадефюрер СС Бруно Штреккенбах (1940—1943); бригадефюрер СС Эрвин Шульц (до ноября 1943); группенфюрер СС Каммлер; оберфюрер СС Эрих Эрлингер (ноябрь 1943 — апрель 1945); штандартенфюрер СС Фраке-Грикш (май 1945).
- I A (кадры): штандартенфюрер СС и оберрегирунгсрат[1] доктор Вальтер Блюме, (с 1 апреля 1943 — оберштурмбаннфюрер СС и оберрегирунгсрат Густав фом Фельде)
  - I A 1 (общие вопросы): штурмбаннфюрер СС и регирунгсрат Роберт Мор
  - I A 2 (кадры гестапо): штурмбаннфюрер СС и регирунгсрат Карл Тент
  - I A 3 (кадры крипо): штурмбаннфюрер СС и регирунгсрат Шреппель
  - I A 4 (кадры СД): штурмбаннфюрер СС Фриц Брауне
  - I A 5 (партийные кадры и кадры СС): штандартенфюрер СС и оберрегирунгсрат доктор Вальтер Блюме, с 1 апреля 1943 оберштурмбаннфюрер СС и оберрегирунгсрат Густав фом Фельде
  - I A 6 (социальное обеспечение): оберштурмбаннфюрер СС и оберрегирунгсрат Эдмунд Тринкль[нем.]
- I B (образование и воспитание) штандартенфюрер СС Эрвин Шульц
  - I B 1 (мировоззренческое воспитание): штурмбаннфюрер СС доктор Фридрих Энгель
  - I B 2 (подрастающее поколение): штурмбаннфюрер СС Рудольф Хотцель
  - I B 3 (школьные учебные планы): регирунгсрат доктор Мартин Зандбергер
  - I B 4 (другие учебные планы): регирунгсрат и криминальрат Реннау
- I C (физическое развитие): штандартенфюрер СС и оберрегирунгсрат фон Даниэльс
  - I C 1 (Общее физическое воспитание): н/д.
  - I C 2 (физкультурные школы и военное образование): н/д.
- I D (уголовные дела): бригадефюрер СС и генерал-майор полиции Бруно Штреккенбах
  - I D 1 (вопросы уголовного наказания): штурмбаннфюрер СС и регирунгсрат Шульц
  - I D 2 (дисциплинарные вопросы в СС): штурмбаннфюрер СС доктор Вальтер Хенш

### II управление
Административные, правовые и финансовые вопросы
Начальники: штандартенфюрер СС и полковник полиции Ханс Нокеманн (нем.); оберштурмбаннфюрер СС Рудольф Зигерт (19 ноября 1942—1943); штандартенфюрер СС Курт Притцель; штандартенфюрер СС Йозеф Шпациль (1 марта 1944 — до конца войны).
- II A (организация и право): штурмбаннфюрер СС и регирунгсрат доктор Рудольф Бильфингер
  - II A 1 (организация полиции безопасности и СД): гауптштурмфюрер и регирунгсасессор доктор Альфред Шведер
  - II A 2 (законодательный отдел): штурмбаннфюрер СС и регирунгсрат доктор Курт Найфайнд
  - II A 3 (судебные постановления и система взыскания): штурмбаннфюрер СС и регирунгсрат доктор Фридрих Зур (преемник штурмбаннфюрера СС Пауля Милиуса)
  - II A 4 (вопросы государственной обороны): штурмбаннфюрер СС и регирунгсрат Вальтер Ренкен
  - II A 5 (установление личности врагов народа и рейха и лишение их гражданства): штурмбаннфюрер СС и регирунгсрат Гейнц Рихтер
- II B (принципиальные вопросы паспортной службы и связи с иностранной полицией): министериальрат Йоханнес Краузе
  - II B 1 (паспортные вопросы I): регирунгсрат доктор Хоффманн, регирунгсрат доктор Бауманн
  - II B 2 (паспортные вопросы II): регирунгсрат Карл Вайнтц
  - II B 3 (удостоверения личности): регирунгсрат Рольф Кельбинг
  - II B 4 (принципиальные вопросы сотрудничества с иностранной полицией и пограничной охраной): оберрегирунгсрат Рудольф Крёнинг
- II C a (бюджет и материальная часть полиции безопасности) штандартенфюрер СС и министериальрат доктор Рудольф Зигерт
  - II C 1 (бюджет и жалование) штандартенфюрер СС и министериальрат доктор Рудольф Зигерт
  - II C 2 (снабжение и запланированные расходы): штурмбаннфюрер СС и регирунгсрат Арнольд Креклов[нем.]
  - II C 3 (квартирное довольствие и тюремная служба): штурмбаннфюрер СС и регирунгсрат доктор Рудольф Бергманн (к тюрьмам, находившимся в ведении полиции, относились и трудовые лагеря[нем.])
  - II C 4 (материальная часть): штурмбаннфюрер СС и амтсрат Йозеф Майер
- II C b (бюджет и материальная часть СД): оберштурмбаннфюрер СС Карл Броке
  - II C 7 (бюджет и жалование СД): гауптштурмфюрер СС Оскар Радтке
  - II C 8 (поставки, страхование, недвижимость, строительство, транспорт): штурмбаннфюрер СС Шмидт
  - II C 9 (контрольно-ревизионная служба): штурмбаннфюрер СС Виттих
  - II C 10 (касса и отчетность): н/д
- II D (техническая служба): оберштурмбаннфюрер СС Вальтер Рауфф
  - II D 1 (радио-, фото- и кинослужба) штурмбаннфюрер СС и полицайрат Райнер Готтштайн
  - II D 2 (телефонно-телеграфная служба): штурмбаннфюрер СС и полицайрат Вальтер
  - II D 3 a (транспортные средства полиции безопасности): гауптштурмфюрер СС и капитан шупо (патрульно-постовой полиции) Фридрих Прадель
  - II D 3 b (транспортные средства СД): гауптштурмфюрер СС Гаст, унтерштурмфюрер СС Хайнрих
  - II D 4 (оружейная служба): штурмбаннфюрер СС и полицайрат Луттер
  - II D 5 (авиаслужба): штурмбаннфюрер СС и майор шупо Леопольд
  - II D 6 (управление хозяйством технических фондов полиции безопасности и СД): полицайрат Кемпф

### III управление
SD-Inland — Внутренняя СД

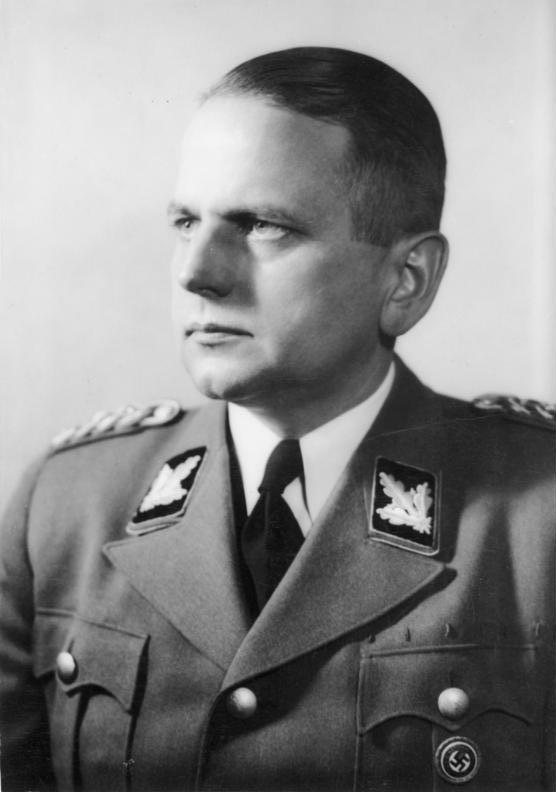
Группенфюрер СС и генерал-лейтенант полиции Отто Олендорф — начальник III управления РСХА «SD-Inland»

В рамках данного департамента рассматривались вопросы государственного строительства рейха, иммиграции, расы и народного здоровья, науки и культуры, промышленности и торговли.
Начальник: группенфюрер СС Отто Олендорф.
- III A (вопросы правопорядка и государственного строительства): штурмбаннфюрер СС доктор Карл Генгенбах[нем.], штурмбаннфюрер СС Вольфганг Рейнхольц (конец 1941—1945)
  - III A 1 (общие вопросы трудовой деятельности): гауптштурмфюрер СС доктор Юстус Байер
  - III A 2(право): гауптштурмфюрер СС и регирунгсрат доктор Генрих Мальц[нем.]
  - III A 3 (законотворчество и управление): н/д.
  - III A 4 (общие вопросы народного быта): н/д.
- III B (население рейха): штурмбаннфюрер СС доктор Ханс Элих[нем.], доктор Герберт Штрикнер (с октября 1942)
  - III B 1 (народные работы): гауптштурмфюрер СС доктор Хайнц Хуммитцш[нем.]
  - III B 2 (национальные меньшинства): н/д.
  - III B 3 (вопросы расы и здоровья нации): гауптштурмфюрер СС Шнайдер
  - III B 4 (иммиграция и переселение): штурмбаннфюрер СС и регирунгсрат доктор Бруно Мюллер
  - III B 5 (оккупированные территории): штурмбаннфюрер СС Эберхард фрайхерр фон цу Штайнфюрт
- III C (культура): штурмбаннфюрер СС доктор Вильгельм Шпенглер[нем.]
  - III C 1 (наука): гауптштурмфюрер СС доктор Эрнст Туровски[нем.]
  - III C 2 (воспитание и вопросы религии): гауптштурмфюрер СС доктор Генрих Зайберт[нем.], гауптштурмфюрер СС доктор Рудольф Бёмер (с середины 1942 и до конца войны)
  - III C 3 (народная культура и искусство): гауптштурмфюрер СС доктор Ханс Рёснер[нем.]
  - III C 4 (пресса, издательское дело и радио): гауптштурмфюрер СС Вальтер фон Кильпински[нем.]
- III D (экономика): штурмбаннфюрер СС Вилли Зайберт
  - III D 1 (пищевая промышленность): н/д.
  - III D 2 (торговля, ремесла и транспорт): штурмбаннфюрер СС Хайнц Крёгер
  - III D 3 (финансовые учреждения, валюта, банки и биржи, страхование): н/д.
  - III D 4 (промышленность и энергетика): н/д.
  - III D 5 (рабочая и социальная службы): штурмбаннфюрер СС доктор Ханс Леетш

### IV управление
Gestapo — Тайная государственная полиция рейха
Контрразведка, борьба с саботажем, диверсиями, вражеской пропагандой и уничтожение евреев.
Начальник: группенфюрер СС Генрих Мюллер. Заместитель: оберфюрер СС и полковник полиции (впоследствии бригадефюрер СС и генерал-майор полиции) Вильгельм Крихбаум (более известный как «Вилли К.»). Крихбаум по совместительству был также бессменным руководителем тайной полевой полиции (нем. Geheime Feldpolizei, GFP). Кроме того, Крихбаум курировал работу Пограничной полиции рейха.
- IV A (борьба с противником): оберштурмбаннфюрер СС и оберрегирунгсрат Фридрих Панцингер
  - IV A 1 (коммунисты, марксисты, тайные организации, военные преступления, незаконная и вражеская пропаганда): штурмбаннфюрер СС и криминальдиректор Йозеф Фогт, гауптштурмфюрер СС доктор Гюнтер Кноблох[нем.] (с августа 1941)
  - IV A 2 (борьба с саботажем, контрразведка, политические фальсификации): гауптштурмфюрер СС комиссар уголовной полиции Хорст Копков, оберштурмфюрер СС Бруно Заттлер (с 1939), штурмбаннфюрер СС Курт Гайслер[нем.] (с лета 1940)
  - IV A 3 (реакционеры, оппозиционеры, монархисты, либералы, эмигранты, предатели родины): штурмбаннфюрер СС и криминальдиректор Вилли Литценберг
  - IV A 4 (служба охраны, предотвращение покушений, наружное наблюдение, спецзадания, отряды розыска и преследования преступников): штурмбаннфюрер СС и криминальдиректор Франц Шульц
- IV B: (Секты): штурмбаннфюрер СС Альберт Хартль[нем.], оберфюрер СС Гумберт Ахамер-Пифрадер (с февраля 1944)
  - IV B 1 (политические церковные деятели/католики): штурмбаннфюрер СС и регирунгсрат Эрих Рот
  - IV B 2 (политические церковные деятели/протестанты): штурмбаннфюрер СС и регирунгсрат Эрих Рот
  - IV B 3 (другие церкви, франкмасоны): Отто-Вильгельм Вандеслебен (с декабря 1942)
  - IV B 4 (еврейский вопрос — эвакуация евреев, охрана имущества (с 1943), лишение гражданства (с 1943)): штурмбаннфюрер СС Адольф Эйхманн
- IV С: (картотека): оберштурмбаннфюрер СС и оберрегирунгсрат Фриц Ранг[нем.]
  - IV C 1 (обработка информации, главная картотека, справочная служба, наблюдение за иностранцами, центральный визовый отдел): полицайрат Пауль Мацке
  - IV C 2 (превентивное заключение): штурмбаннфюрер СС, регирунгсрат и криминальрат доктор Эмиль Берндорф
  - IV C 3 (наблюдение за прессой и издательствами): штурмбаннфюрер СС, регирунгсрат доктор Эрнст Яр
  - IV C 4 (наблюдение за членами НСДАП): штурмбаннфюрер СС и криминальрат Курт Штаге
- IV D (оккупированные территории): оберштурмбаннфюрер СС доктор Эрвин Вайнман
  - IV D 1 (вопросы протектората Богемии и Моравии): доктор Густав Йонак[нем.], штурмбаннфюрер СС доктор Бруно Леттов (с сентября 1942), оберштурмбаннфюрер СС Курт Лишка (с ноября 1943)
  - IV D 2 (вопросы генерал-губернаторства): регирунгсрат Карл Тиманн, оберштурмбаннфюрер СС и оберрегирунгсрат доктор Иоахим Доймлинг (с июля 1941), штурмбаннфюрер СС и регирунгсрат Харро Томсен (с июля 1943)
  - IV D 3 (иностранцы из враждебных государств): гауптштурмфюрер СС и криминальрат Эрих Шрёдер, штурмбаннфюрер СС Курт Гайслер (с лета 1941)
  - IV D 4 (оккупированные территории: Франция, Люксембург, Эльзас и Лотарингия, Бельгия, Голландия, Норвегия, Дания): штурмбаннфюрер СС и регирунгсрат Бернхард Баатц
- IV E (контрразведка): штурмбаннфюрер СС и регирунгсрат Вальтер Шелленберг; штурмбаннфюрер СС Вальтер Хуппенкотен (с июля 1941)
  - IV E 1 (общие вопросы контрразведки, дела об измене родине и шпионаже, контрразведка на промышленных предприятиях): с 1939 гауптштурмфюрер СС Вилли Леман (советский агент «Брайтенбах»)(прототип Штирлица), разоблачённый и казнённый в 1942 году[2]; гауптштурмфюрер СС и комиссар уголовной полиции Курт Линдов; штурмбаннфюрер СС и обер-регирунгсрат Вальтер Ренкен[3]
  - IV E 2 (противодействие экономическому шпионажу): регирунгсамтманн Себастиан
  - IV E 3 (служба контрразведки «Запад»): гауптштурмфюрер СС и криминальрат доктор Герберт Фишер
  - IV E 4 (служба контрразведки «Север»): криминальдиректор доктор Эрнст Шамбахер[нем.]
  - IV E 5 (служба контрразведки «Восток»): штурмбаннфюрер СС и криминальдиректор Вальтер Кубицки
  - IV E 6 (служба контрразведки «Юг»): гауптштурмфюрер СС и криминалрат доктор Шмитц
- IV N (сбор информации): н/д.
- IV P (вопросы иностранной полиции) криминальрат Альвин Виппер (с августа 1941)
- IV F (созд. в 1943)
  - IV F 1 (пограничная полиция): н/д.
  - IV F 2 (бюро паспортов): н/д.

### V управление
Kripo — Уголовная полиция рейха

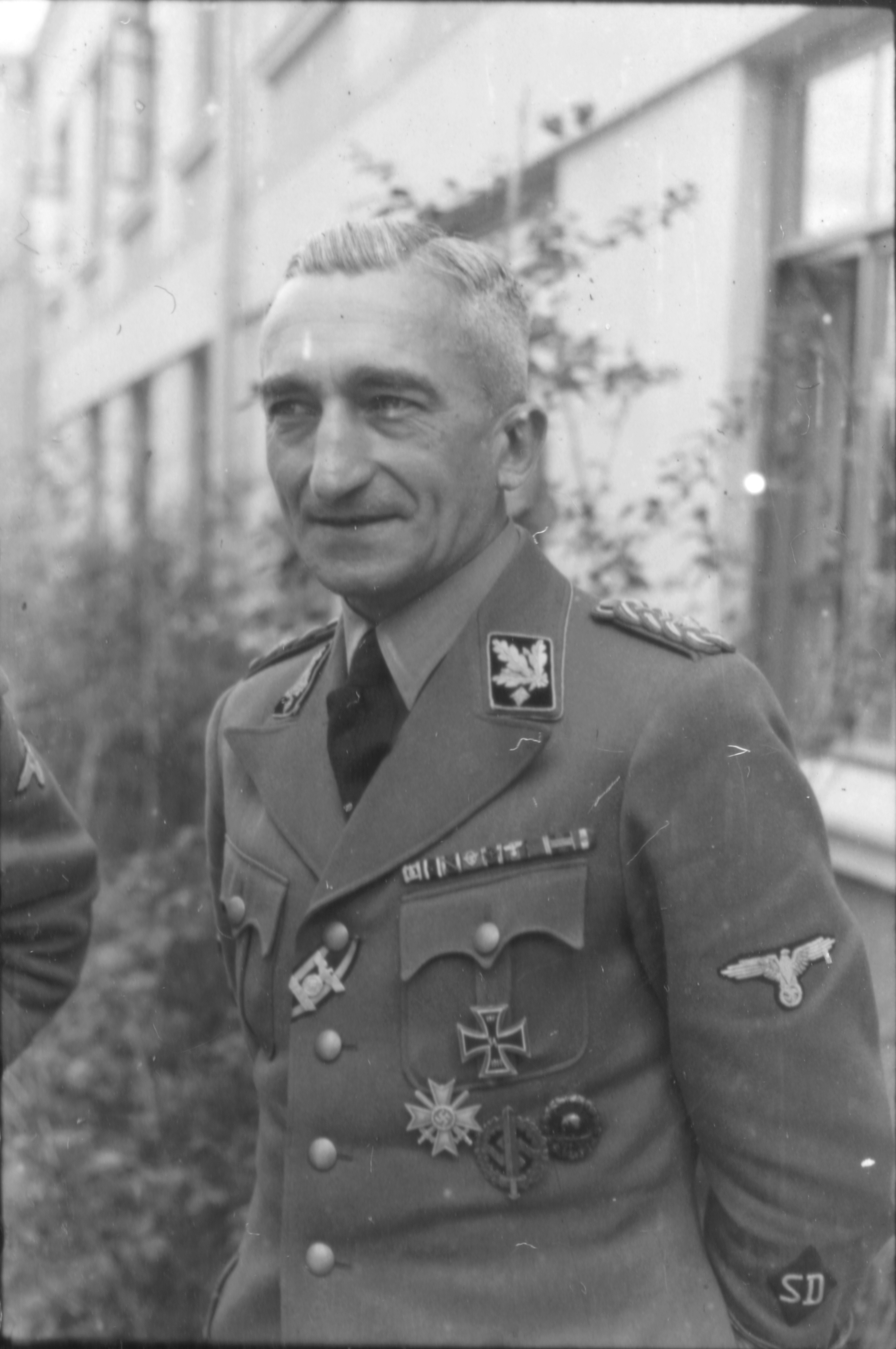
Группенфюрер СС и генерал-лейтенант полиции Артур Небе — начальник V управления РСХА «Kripo»

Преступления (в том числе мошенничество, преступления против нравственности и др.) и правонарушения.
Начальники: группенфюрер СС и генерал-лейтенант полиции Артур Небе (сентябрь 1939 — 28 июня 1944); Фридрих Панцингер (с июня 1944).
- V A (криминальная политика и профилактика правонарушений): штандартенфюрер СС Пауль Вернер[нем.]
  - V A 1 (правовые вопросы, международное сотрудничество и розыск): регирунгсрат и криминальрат доктор Франц Вехтер
  - V A 2 (профилактика правонарушений): штурмбаннфюрер СС и регирунгсрат Фридрих Ризе
  - V A 3 (женская криминальная полиция): криминальдиректорин Фредерике Викинг[нем.]
- V B (следствие): регирунгсрат и криминальрат Георг Гальзов
  - V B 1 (особо тяжкие преступления): регирунгсрат Ханс Лоббс
  - V B 2 (мошенничество): криминальдиректор Рассов
  - V B 3 (преступления против морали и нравственности): криминальдиректор Наук
- V C (отдел криминалистической техники крипо и розыска): оберрегирунгсрат и криминальрат Вольфганг Бергер
  - V C 1 (центральный отдел криминалистической техники крипо Рейха): штурмбаннфюрер СС и криминальдиректор Мюллер
  - V C 2 (розыск): криминальдиректор доктор Карл Баум
- V D (криминально-технический институт полиции безопасности): оберштурмбаннфюрер СС и оберрегирунгс- и криминальрат доктор Вальтер Хеес[нем.] (нем.)
  - V D 1 (дактилоскопический анализ): гауптштурмфюрер СС и криминальрат доктор Вальтер Шаде[нем.] (нем.)
  - V D 2 (химический и биологический анализ): унтерштурмфюрер СС доктор Альберт Видманн[нем.] (нем.)
  - V D 3 (опрос свидетелей): криминальрат доктор Феликс Виттлих

### VI управление
SD-Ausland — СД-Заграница

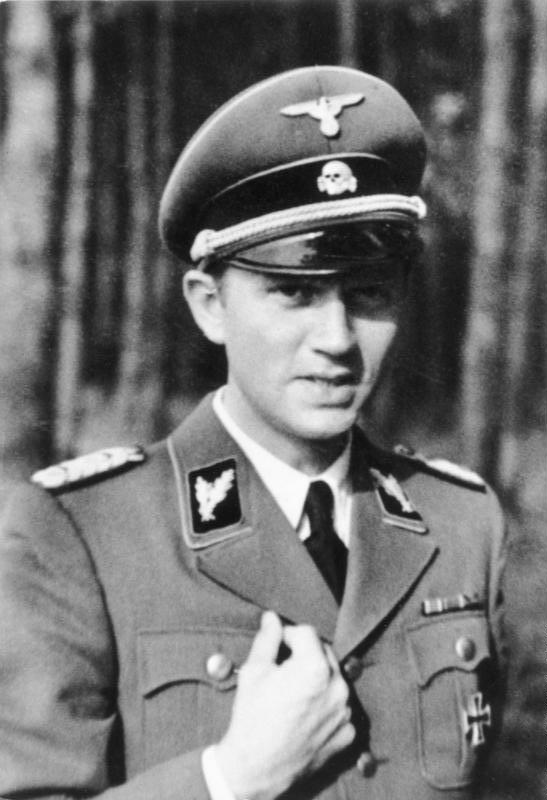
Бригадефюрер СС Вальтер Шелленберг — последний начальник VI управления РСХА «SD-Ausland»

Разведывательная работа в Северной, Западной и Восточной Европе, СССР, США, Великобритании и в странах Южной Америки.
Начальники: Хайнц Йост (27 сентября 1939 — 22 июня 1941); бригадефюрер СС Вальтер Шелленберг (22 июня 1941 — до конца войны).
- VI A (общая организация разведывательной службы): оберштурмбаннфюрер СС доктор Альфред Фильберт, штандартенфюрер СС доктор Мартин Зандбергер (с января 1944)
  - VI A 1 (уполномоченный по вопросам связи): группенляйтер 6-го Департамента
  - VI A 2 (уполномоченный по обеспечению безопасности зарубежных контактов): н/д.
  - VI A 3 (уполномоченный СД I по району «Запад»: Мюнстер, Ахен, Билефельд, Дортмунд, Кёльн, Дюссельдорф, Кобленц, Кассель, Франкфурт-на-Майне, Дармштадт, Нойштадт, Карлсруэ, Штутгарт): оберштурмбаннфюрер СС Генрих Бернхард
  - VI A 4 (уполномоченный СД II по району «Север»: Бремен, Брауншвейг, Люнебург, Гамбург, Киль, Шверин, Штеттин, Нойштеттин): оберштурмбаннфюрер СС доктор Герман Леманн
  - VI A 5 (уполномоченный СД III по району «Восток»: Данциг, Кенигсберг, Алленштайн, Тильзит, Торн, Позен, Гогензальца, Литцманнштадт, Бреслау, Лигниц, Оппельн, Катовиц, Троппау, Генерал-губернаторство): штурмбаннфюрер СС Карл фон Залиш
  - VI A 6 (уполномоченный СД IV по району «Юг»: Вена, Грац, Инсбрук, Клагенфурт, Линц, Зальцбург, Мюнхен, Аугсбург, Байройт, Нюрнберг, Вюрцбург, Прага): штурмбаннфюрер СС Герман Лаппер
  - VI A 7 (уполномоченный СД V по району «Центр»: Берлин, Потсдам, Франкфурт-на-Одере, Дрезден, Халле, Лейпциг, Хемниц, Дессау, Веймар, Магдебург, Райхенберг, Карлсбад): оберштурмбаннфюрер СС Карл Тиманн
- VI B (германо-итальянские подконтрольные территории в Европе, Африке и на Ближнем Востоке; всего: 10 отделов): до 1943 н/д., с 1943 — штандартенфюрер СС Ойген Штаймле
- VI C (Восток, русско-японские подконтрольные территории) до апреля 1941 н/д., с апреля 1941 — оберштурмбаннфюрер СС и оберрегирунгсрат доктор Хайнц Грефе
  - VI C/Z (Организация «Цеппелин», 1942): оберштурмбаннфюрер СС доктор Рудольф Эбсгер-Рёдер
- VI D (Запад, англо-американские подконтрольные территории; всего: 9 отделов): до сентября 1942 н/д., оберштурмбаннфюрер СС доктор Теодор Пеффген[нем.] (нем.)
- VI E (изучение настроений во враждебных государствах; всего: 6 отделов): оберштурмбаннфюрер СС доктор Гельмут Кнохен, оберштурмбаннфюрер СС доктор Вальтер Хаммер (с июня 1942)
- VI F (технические средства для разведки за рубежом; всего: 7 отделов): оберштурмбаннфюрер СС Вальтер Рауфф
- VI G (использование научной информации): созд. в 1942.
- VI S (политический саботаж): созд. в 1942.

### VII управление
Справочно-документальная служба.
Начальники: штандартенфюрер СС Франц Зикс, оберштурмбаннфюрер СС Пауль Диттель (с 1943).
- VII A (изучение и обобщение документации): оберштурмбаннфюрер СС и оберрегирунгсрат Пауль Милиус
  - VII A 1 (библиотека): гауптштурмфюрер СС доктор Вальдемар Бейер
  - VII A 2 (изучение и обработка материалов прессы): гауптштурмфюрер СС Гельмут Мерингер
  - VII A 3 (справочное бюро и служба связи): гауптштурмфюрер СС Карл Бурместер
- VII B (подготовка, обработка, дешифровка данных): н/д.
  - VII B 1 (масоны и евреи): н/д.
  - VII B 2 (политические и церковные организации): гауптштурмфюрер СС Фридрих Муравски
  - VII B 3 (марксисты): унтерштурмфюрер СС Хорст Манке
  - VII B 4 (другие противники): оберштурмбаннфюрер СС Рольф Мюллер
  - VII B 5 (научные исследования внутригерманских проблем): гауптштурмфюрер СС доктор Ханс Шик
  - VII B 6 (научные исследования международных проблем): н/д.
- VII C (архив, музей, специальные научные исследования): н/д.
  - VII C 1 (архив): гауптштурмфюрер СС Пауль Диттель
  - VII C 2 (музей): первые руководители неизвестны, позднее возглавлял Ханс Рихтер
  - VII C 3 (специальные научные исследования): оберштурмбаннфюрер СС Рудольф Левин

### VIII управление
Правительственная связь.
Начальник:  штандартенфюрер СС Рихард Сансони (с 28 августа 1944г. — до конца войны).

### Военное управление
Бывший абвер, Abwehr.
Начальники:  оберст (полковник) Вермахта Георг Хансен (февраль – июль 1944 г.), бригадефюрер СС Вальтер Шелленберг (1 августа 1944 г. — до конца войны).
- Mil A (Организация)
  - ZO (Организационные вопросы)
  - ZK (Центральная картотека)
  - ZR (Правовые вопросы)
  - ZF (Финансовые вопросы)
  - ZA (Адъютантура)
  - ZH (Сухопутные войска)
  - ZM (Военно-морской флот)
  - ZL (Военно-воздушные силы)
  - ZSch (Личный состав)
- Mil B (Оперативная разведка)
- Mil С (Оперативная разведка на Востоке)
- Mil D (Саботаж и диверсионные операции)
- Mil E (Техническое обеспечение разведки)
- Mil F (Фронтовая разведка и контрразведка)
- Mil G (Поддельные документы, тайнопись, фотоаппаратура и т.д)

РСХА готовило высококвалифицированных специалистов в сфере разведки, контрразведки, следствия и дознания и играло роль «кузницы кадров» для СС и полиции нацистской Германии.

### Подразделения РСХА на оккупированной территории СССР
На оккупированной территории СССР была создана система верховных фюреров СС и полиции. Они были подчинены непосредственно Гиммлеру и несли ответственность, каждый в своей области и во взаимодействии с местными органами полиции безопасности и СД, за борьбу с враждебными оккупантам силами. В оккупированные области сразу же вслед за армейскими подразделениями входили сформированные Главным управлением имперской безопасности айнзацгруппы полиции безопасности и СД. Их задачей была борьба со всеми «враждебными рейху элементами» (коммунисты, евреи, цыгане), которые подлежали уничтожению. При осуществлении массовых убийств айнзацгруппы подкрепляли другие части полиции (униформированная полиция охраны порядка), войска СС, местные подразделения вспомогательной полиции и частично, например, при оцеплении мест расстрела, части вермахта.